# Les Heureux du jour
Les Heureux du jour est une pièce en cinq actes et en vers de Jules Verne, écrite entre 1853 et 1856, mais qui ne fut jamais représentée.

## Argument
Pierre de Maupreux est un gentilhomme breton qui mène une vie d'ascète, convaincu que cette existence est la seule source du bonheur véritable. À l'occasion d'un voyage d'affaires, il retrouve sa tante, Mme de Gorr et sa cousine Laurence, ainsi qu'un vieil ami, le dramaturge Maurice Lambert. Tous trois finissent par le convaincre de les suivre à Paris, pour y rencontrer quelques heureux du jour. Sur place, il fait la connaissance de Montbrun, un banquier vil et cupide. Ce dernier séduit Laurence, afin d'épouser sa fortune. Pierre voit également dans quelles affres se débat Lambert, lors de la première de sa pièce. La confrontation entre de Maupreux et le banquier va s'exacerber et finira par un duel, où le gentilhomme tuera Montbrun.

## Les personnages
- Pierre de Maupreux, gentilhomme breton.
- Maurice Lambert, auteur dramatique, ami de Pierre de Maupreux.
- Montbrun, banquier.
- De Saint-Dizier, séducteur mondain.
- Laurence de Gorr, cousine de Pierre de Maupreux.
- Mme de Gorr, tante de Pierre de Maupreux.
- Esther, maîtresse de Montbrun.
- Amis, spectateurs, journalistes, domestiques.

## Éditions
- Théâtre inédit. Le Cherche-Midi Éditeur. 2005.